# Fistula acquaria

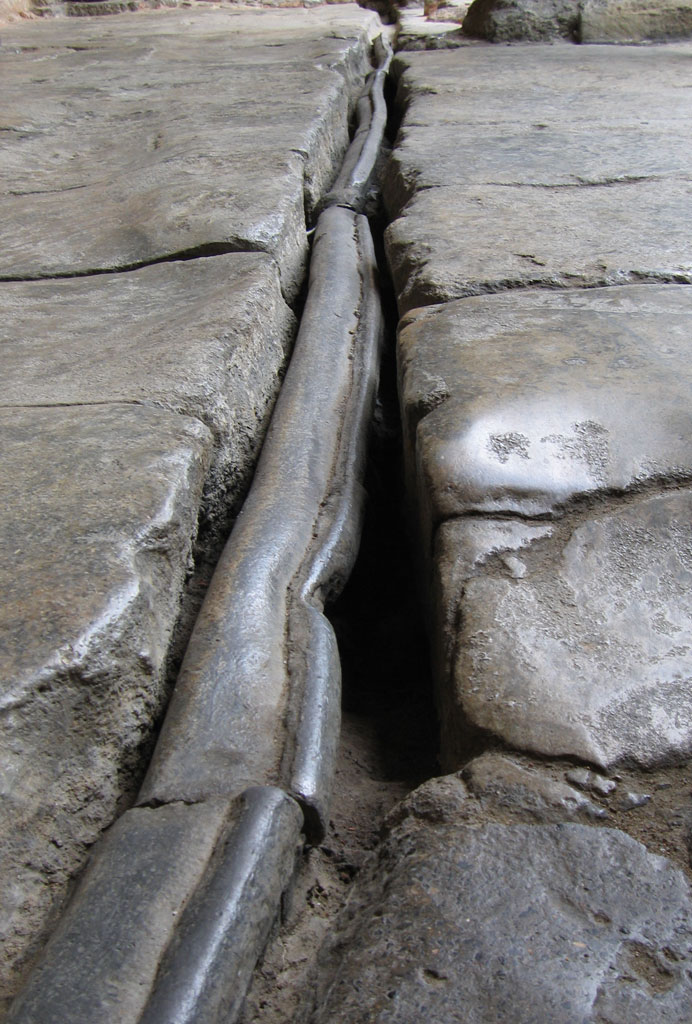
Fistula aquaria

La fistula aquaria è una conduttura idrica solitamente in piombo, ma anche, più raramente, in terracotta.
Era usata già nell'antica Roma, sia per impianti domestici che per gli acquedotti.

I ritrovamenti di fistulae sono numerosissimi, in tutte le regioni che fecero parte dell'impero Romano, come ad esempio nella fortezza legionaria romana di Chester (Britannia) della metà del III secolo d.C.
L'importanza delle fistulae è la presenza, su di esse, di un bollo o iscrizione con un nome o patronimico.

Secondo alcuni studiosi è il nome del committente, secondo altri il nome del produttore delle tubazioni o del costruttore dell'edificio.
In molti casi sono servite ad identificare l'appartenenza delle ville romane, come fu per la Villa dei Quintili sulla via Appia, in cui le fistulae recavano il nome dei fratelli Quintili stampigliato sopra.